# Madonna van Crevole
De Madonna van Crevole is een paneelschilderij uit circa 1280-1285, dat wordt toegeschreven aan de Siënese kunstschilder Duccio di Buoninsegna. Het is een van de vroegste schilderijen die van hem bewaard zijn gebleven.
Duccio heeft zich onmiskenbaar gebaseerd op Byzantijnse voorbeelden, maar de precieze relatie met nog bestaande panelen is onduidelijk. Zo is het schilderij vaak vergeleken met verwante werken die in de National Gallery of Art in Washington worden bewaard en die duidelijk door kunstenaars met een Byzantijnse achtergrond zijn gemaakt, maar over de datering en de plek waar ze zijn ontstaan, bestaat verschil van mening: in Constantinopel of Italië, voor of na de Madonna van Crevole.
De meeste motieven zijn direct ontleend aan Byzantijnse iconen, zoals de vorm van het gezicht, de gouden lijnen (chrysografie) op de mantel, de komvormige handen, de houding van de engeltjes en zelfs de interactie tussen Maria en Jezus, maar Duccio blaast er leven en emotie in. De gestileerde, conventionele vormen en lijnen worden realistischer en natuurlijker, de anatomie en plooival overtuigender, de kleuren zachter en transparanter. Er is een duidelijk verschil met de Madonna's uit de jaren 1260 van zijn oudere stadgenoot Dietisalvi di Speme, die in een Italiaans-Byzantijnse stijl werkte.
In Castelfiorentino wordt een Madonna bewaard die grote overeenkomsten vertoont met de Madonna van Crevole. Deze Madonna wordt toegeschreven aan Cimabue, met mogelijk een bijdrage van de jonge Giotto, die volgens sommige kunsthistorici het onrustig trappelende Christuskind geschilderd zou hebben.

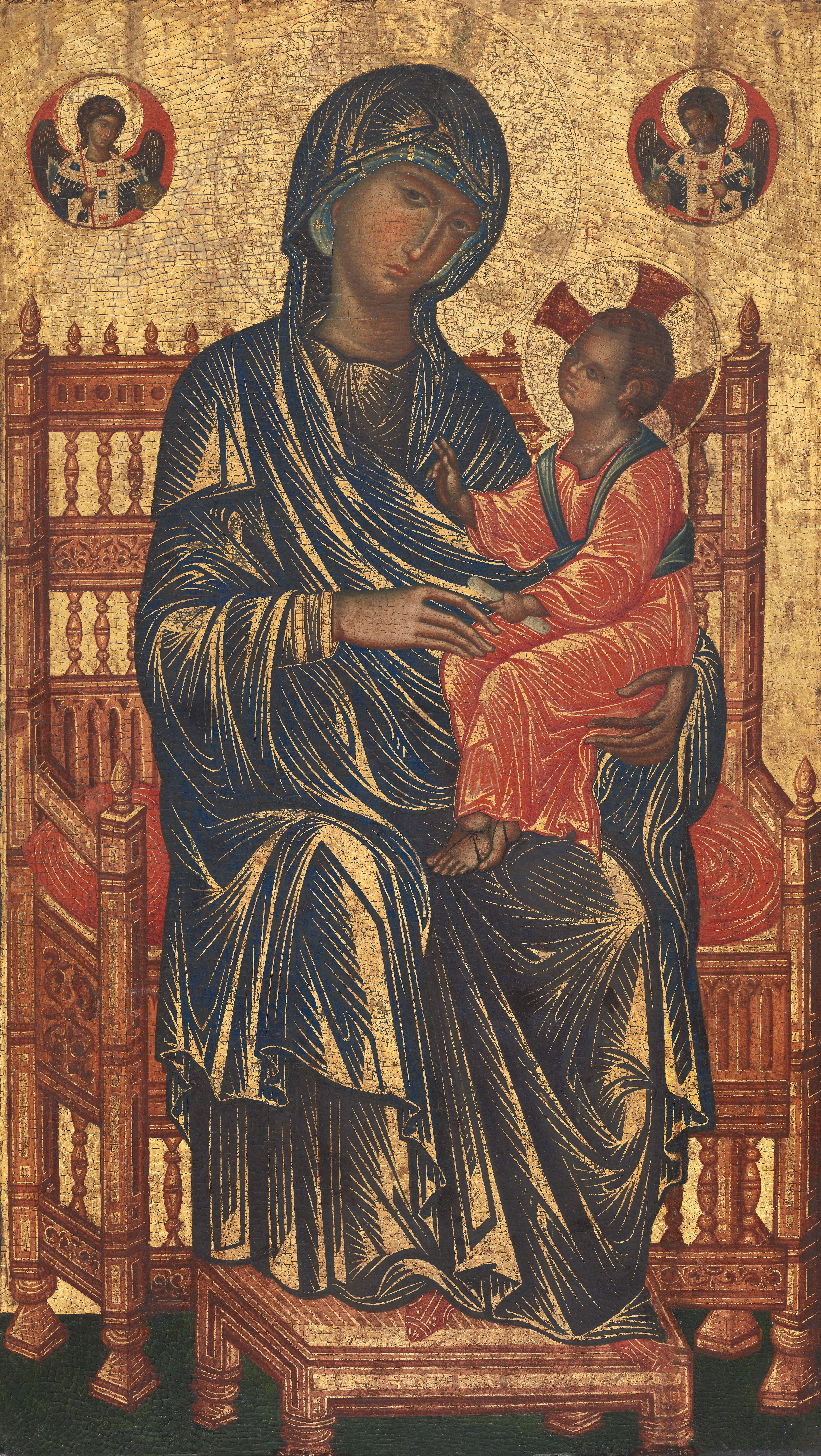
Byzantijnse Madonna, ca. 1250-1275, National Gallery of Art, Washington
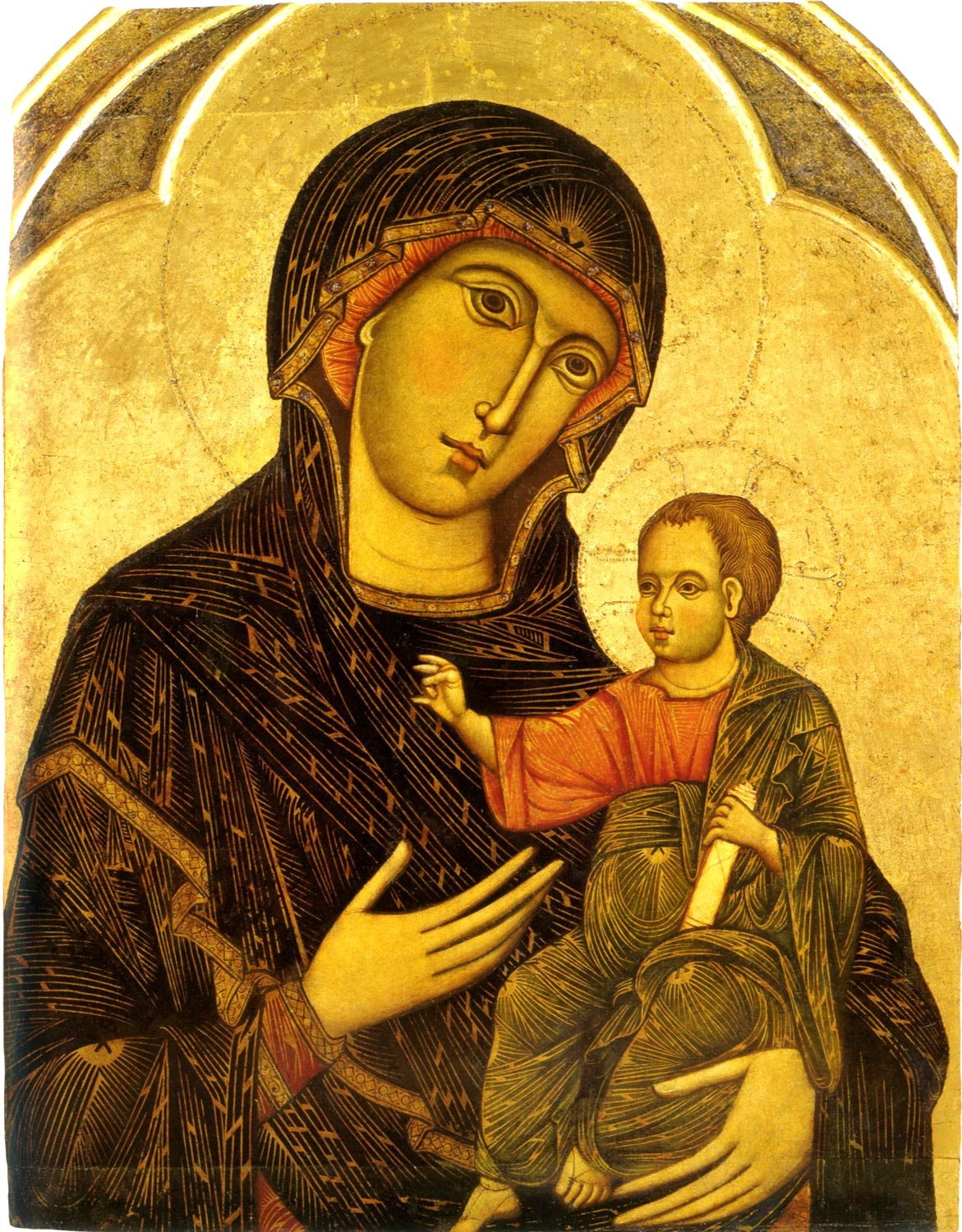
Dietisalvi di Speme, Madonna del Voto, ca. 1267, kathedraal van Siena
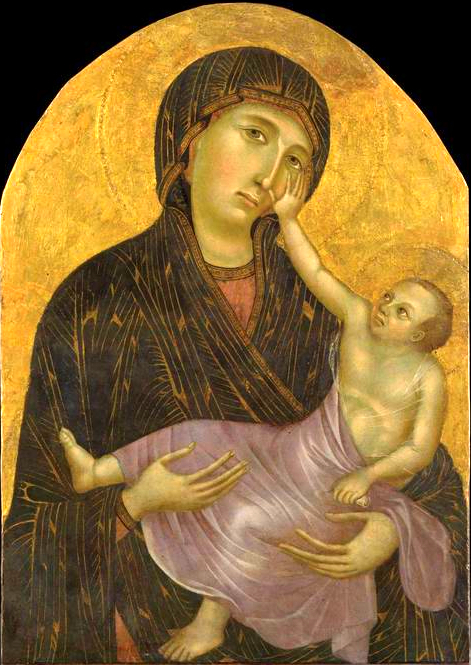
Cimabue (en Giotto ?), Madonna van Castelfiorentino, ca. 1283-1284, 68 × 47 cm, Museo di Santa Verdiana, Castelfiorentino

## Herkomst

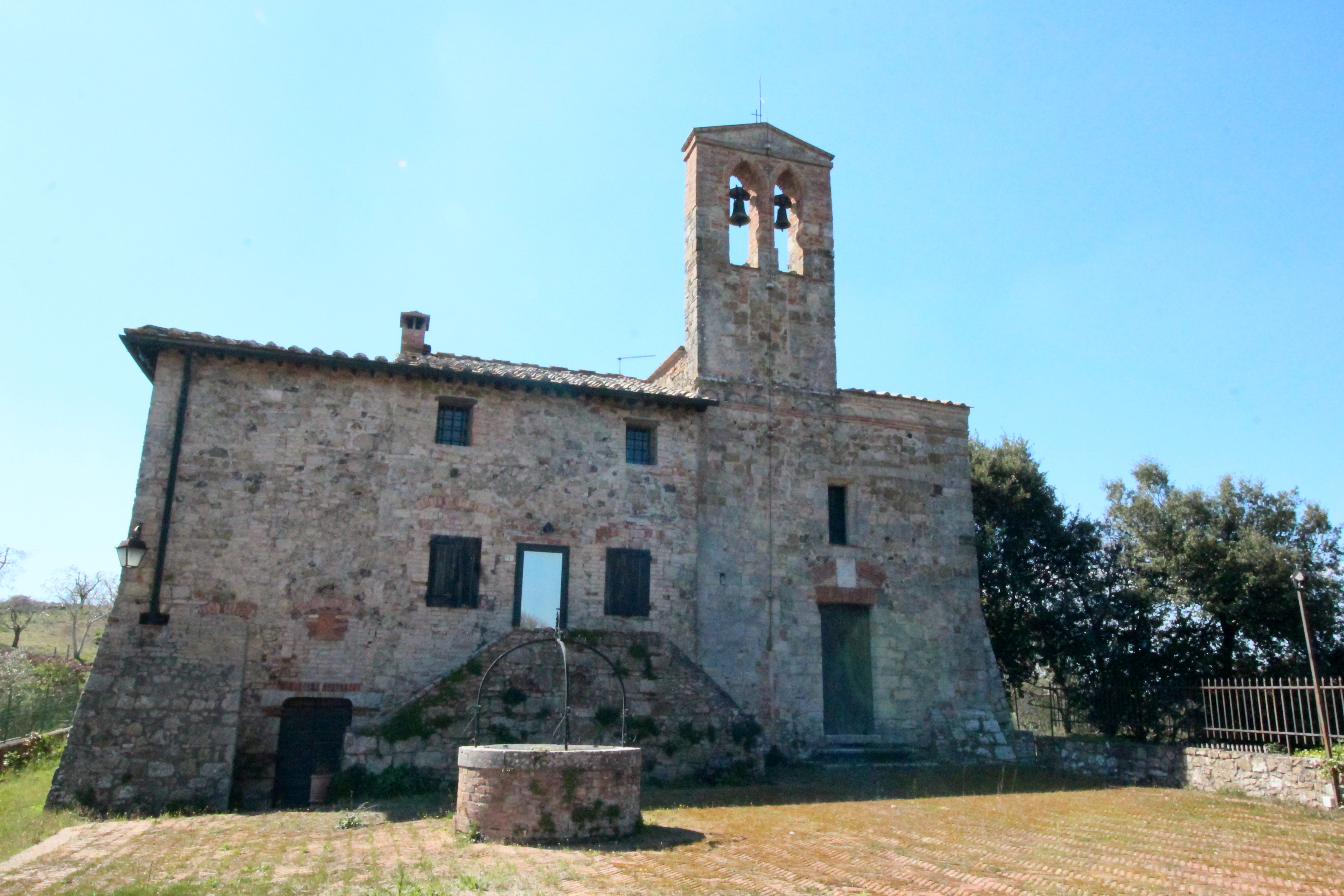
De Santa Cecilia-kerk in Crevole

De opdrachtgever van het paneel is onbekend. De bijnaam verwijst naar de parochiekerk van Santa Cecilia in Crevole, een dorp in de huidige gemeente Murlo ten zuiden van Siena, waar het schilderij zich lange tijd bevond. Later werd het overgebracht naar het museum van de kathedraal van Siena.